# Liga Premier de Azerbaiyán 2017-18
La Premier League de Azerbaiyán 2017-18 es la 26ª temporada de la Premier League de Azerbaiyán. La temporada comenzó el 11 de agosto de 2017 y finalizará el 19 de mayo de 2018. Qarabağ es el campeón defensor.

## Formato
Los ocho equipos participantes jugaron entre sí todos contra todos cuatro veces totalizando 28 partidos cada uno, al término de la fecha 28 el primer clasificado obtendrá un cupo para la primera ronda de la Liga de Campeones 2018-19, mientras que el segundo y tercer clasificado obtendrán un cupo para la primera ronda de la Liga Europa 2018-19; por otro lado el último clasificado descendió a la Primera División de Azerbaiyán 2018-19.
Un tercer cupo para la primera ronda de la Liga Europa 2018-19 es asignado al campeón de la Copa de Azerbaiyán.

## Equipos participantes
| Equipo      | Ciudad   | Estadio                            | Capacidad |
| ----------- | -------- | ---------------------------------- | --------- |
| Gabala      | Qabala   | Gabala City Stadium                | 2.000     |
| Kapaz       | Ganyá    | Ganja City Stadium                 | 25.000    |
| Keshla      | Baku     | Inter Arena                        | 8.125     |
| Neftçi Baku | Baku     | Bakcell Arena                      | 11.000    |
| Qarabağ     | Baku     | Azersun Arena                      | 5.800     |
| Səbail      | Səbail   | Bayil Stadium                      | 5.000     |
| Sumgayit    | Sumqayit | Kapital Bank Arena                 | 1.500     |
| Zira        | Baku     | Zira Olympic Sport Complex Stadium | 1.500     |

## Tabla de posiciones
| Pos. | Equipo      | Pts. | PJ | G  | E | P  | GF | GC | Dif. | Clasificación y descenso 2018–19      |
| ---- | ----------- | ---- | -- | -- | - | -- | -- | -- | ---- | ------------------------------------- |
| 1    | Qarabağ (C) | 65   | 28 | 20 | 5 | 3  | 37 | 13 | +24  | Segunda ronda de la Liga de Campeones |
| 2    | Gabala      | 49   | 28 | 14 | 7 | 7  | 42 | 26 | +16  | Primera ronda de la Liga Europa       |
| 3    | Neftçi Baku | 46   | 28 | 14 | 4 | 10 | 39 | 28 | +11  | Primera ronda de la Liga Europa       |
| 4    | Zira        | 44   | 28 | 12 | 8 | 8  | 36 | 30 | +6   |                                       |
| 5    | Sumgayit    | 40   | 28 | 11 | 7 | 10 | 34 | 33 | +1   |                                       |
| 6    | Keshla      | 31   | 28 | 8  | 7 | 13 | 29 | 39 | −10  | Primera ronda de la Liga Europa       |
| 7    | Sabail      | 23   | 28 | 6  | 5 | 17 | 19 | 39 | −20  |                                       |
| 8    | Käpäz       | 14   | 28 | 3  | 5 | 20 | 18 | 47 | −29  | Descenso a Primera División 2018-19   |

Actualizado a los partidos jugados el 21 de mayo de 2019.
 Fuente: Soccerway
Notas:
1. ↑  Tras ganar la Copa de Azerbaiyán el Keshla recibe un cupo para la Primera ronda de la Liga Europea 2018-19.

## Tabla de resultados cruzados
Los clubes jugarán entre sí en cuatro ocasiones para un total de 28 partidos cada uno.
| Local \ Visitante | GAB | KES | KAP | NEF | QAR | SEB | SUM | ZIR |
| ----------------- | --- | --- | --- | --- | --- | --- | --- | --- |
| Gabala            | —   | 3–0 | 0–2 | 2–1 | 1–0 | 3–1 | 1–0 | 1–1 |
| Inter Baku        | 1–2 | —   | 3–2 | 0–2 | 0–2 | 1–0 | 1–1 | 0–1 |
| Kapaz             | 1–6 | 0–1 | —   | 0–1 | 0–2 | 2–3 | 0–3 | 0–3 |
| Neftçi Baku       | 2–3 | 3–1 | 0–0 | —   | 1–3 | 2–0 | 2–1 | 1–2 |
| Qarabağ           | 2–1 | 1–0 | 2–0 | 1–0 | —   | 1–0 | 4–1 | 0–0 |
| Sabail            | 1–3 | 1–0 | 1–0 | 1–0 | 0–2 | —   | 0–2 | 0–1 |
| Sumgayit          | 0–1 | 3–1 | 2–1 | 1–0 | 1–1 | 0–0 | —   | 2–1 |
| Zira              | 2–1 | 1–1 | 3–0 | 1–0 | 2–3 | 2–1 | 3–1 | —   |

| Local \ Visitante | GAB | KES | KAP | NEF | QAR | SEB | SUM | ZIR |
| ----------------- | --- | --- | --- | --- | --- | --- | --- | --- |
| Gabala            | —   | 1–1 | 3–0 | 1–2 | 0–1 | 1–1 | 1–1 | 2–1 |
| Inter Baku        | 1–1 | —   | 0–2 | 2–1 | 3–0 | 1–1 | 1–2 | 2–1 |
| Kapaz             | 0–1 | 1–1 | —   | 1–2 | 0–1 | 2–1 | 1–1 | 0–0 |
| Neftçi Baku       | 1–0 | 3–2 | 1–0 | —   | 0–0 | 3–1 | 2–2 | 1–1 |
| Qarabağ           | 0–0 | 1–1 | 1–0 | 0–1 | —   | 1–0 | 2–0 | 2–0 |
| Sabail            | 2–1 | 0–1 | 1–1 | 0–4 | 0–1 | —   | 0–1 | 0–1 |
| Sumgayit          | 0–2 | 2–1 | 2–1 | 2–0 | 0–1 | 1–2 | —   | 1–2 |
| Zira              | 1–1 | 1–2 | 2–1 | 0–3 | 1–2 | 1–1 | 1–1 | —   |

## Goleadores
| Pos. | Jugador                | Club     | Goles |
| ---- | ---------------------- | -------- | ----- |
| 1    | Bagaliy Dabo           | Gabala   | 13    |
| 2    | Amil Yunanov           | Sumgayit | 10    |
| 3    | Steeven Joseph-Monrose | Gabala   | 9     |
| 4    | Mahir Madatov          | Qarabağ  | 8     |
| 4    | Ignacio Herrera        | Neftçi   | 8     |
| 6    | Richard Gadze          | Zira     | 7     |
| 7    | Famoussa Koné          | Gabala   | 6     |
| 7    | Richard Almeida        | Qarabağ  | 6     |
| 7    | Javid Imamverdiyev     | Sumgayit | 6     |
| 7    | Rahman Hajiyev         | Neftçi   | 6     |